# Anthostomella leucospermi
Anthostomella leucospermi är en svampart som beskrevs av S.J. Lee & Crous 2003. Anthostomella leucospermi ingår i släktet Anthostomella och familjen kolkärnsvampar.   Inga underarter finns listade i Catalogue of Life.